# Shūdō
Shūdō (衆道, shudō) é uma tradição de atos homossexuais estruturada por idade e centrada na pederastia, prevalente na sociedade samurai no período medieval até o fim do século XIX. A palavra é abreviação de wakashudō (若衆道), "O caminho do jovem" ou mais precisamente, "O caminho da juventude" (若 waka) homens (衆 shū). O "dō" (道) é relacionado com a letra chinesa tao, considerada ser o caminho para o despertar.

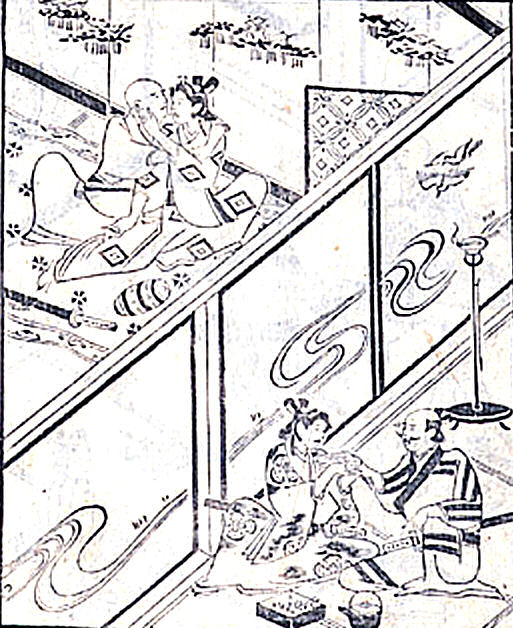
Um tipo de shudō encontrado, entre um jovem e um samurai mais velho. Do "Conto do Shudō" (衆道物語) 1661.

O parceiro mais velho na relação é conhecido como nenja (念者), e o mais novo como wakashū (若衆).

## Origens
Embora o termo shudo apareça primeiro no século XVII, foi precedido na tradição homossexual japonesa por relacionamentos amoroso entre bonzos e seus ajudantes, que eram conhecidos como Chigo  . Estes atos eram condenados por Saichô da escola Tendai e por Kukai que era entusiástico seguidor dos preceitos monásticos. 
Suas reais raízes no Japão podem ser traçadas em alguns textos japoneses mais antigos, como na história do século VIII "Kojiki" (事記) e o "Nihon Shoki" (本書紀).

## Aspectos culturais

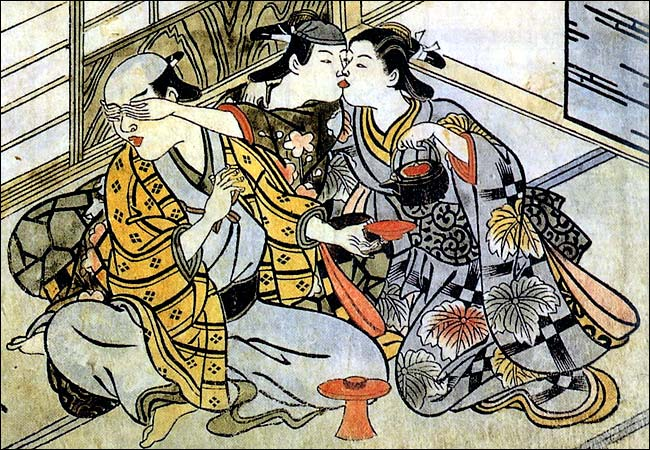
Shudo(Pederastia japonesa): o jovem entretem o mais velho amante, cobrindo seus olhos enquanto beija secretamente sua serviçal.

Os ensinamento do shudo, "O Caminho para a Juventude", entrou na tradição literária e pode ser encontrada em trabalhos como Hagakure (葉隠), "Oculto pelas folhas", e outros manuais de samurai. Shudo em seu aspecto pedagógico, marcial e aristocrático é  estreitamente análogo à tradição grega antiga da pederastia.
A prática foi mantida na alta estima, e estimulada, especialmente dentro da classe  samurai. Foi considerada benéfico para a juventude, ensinando virtude, honestidade e a avaliação da beleza. O seu valor foi contrastado com o amor de mulheres, que foi culpado de efeminar homens.
A maior parte da literatura histórica e ficcionais do período, louvou a beleza e o valor de meninos fiéis a shudo. O historiador moderno Jun'ichi Iwata redigiu uma lista de 457 tais títulos desde os  séculos XVII e XVIII somente, considerou "um corpo da pedagogia erótica." (Watanabe e Iwata, 1989).
Com a ascensão de poder e influência da classe mercante, os aspectos da prática de shudo foram adotados pelas classes medianas, e a expressão "homoerótico" no Japão começou a associar-se mais estreitamente com a viagem de atores kabuki conhecidos como tobiko (飛子), "Meninos voadores", que brilhavam como as prostitutas.
No período Edo (1600-1868), os atores kabuki (conhecido como onnagata quando desempenhavam papéis femininos) muitas vezes trabalhavam como prostitutas nos bastidores. Os Kagema foram prostitutas masculinas que trabalhavam em bordéis especializados chamados "kagemajaya" (陰間茶屋: casas de chá kagema). Tanto o kagema como os atores kabuki foram muito buscados depois com a sofisticação dos tempos, quem muitas vezes praticava danshoku/nanshoku, ou o amor masculino.
Começando com a restauração Meiji e a ascensão da influência Ocidental, os valores cristãos começaram a influir na cultura, levando a um declínio rápido de práticas homoeróticas sancionadas até o final dos anos 1800.